# شربتي (مغوية)
شربتي (بالفارسية: شربتی) هي قرية تقع في إيران في هرمزغان.